# پاتریشا هیتون
 پاتریشا هیاتون (انگلیسی: Patricia Heaton؛ زادهٔ ۴ مارس ۱۹۵۸) هنرپیشه اهل ایالات متحده آمریکا است. وی از سال ۱۹۸۹ میلادی تاکنون مشغول فعالیت بوده است.
از فیلم‌های معروف او می‌توان به بازی در فیلم عصر جدید اشاره کرد.